# Episiphon truncatum
Episiphon truncatum är en blötdjursart som först beskrevs av Charles Hercules Boissevain 1906.  Episiphon truncatum ingår i släktet Episiphon och familjen Gadilinidae. Inga underarter finns listade i Catalogue of Life.